# La llama store
La Llama Store es una librería-galería ubicada en Barcelona y autodenominada primera tienda especializada en humor del mundo. En la misma, se venden novelas, libros de sátira, cómics y manuales de referencia sobre el mundo de la comedia y el stand-up. También se organizan exposiciones de arte humorístico de pequeño formato y se organizan eventos como presentaciones de libros, espectáculos de comedia alternativa y  un micro abierto de monólogos al mes.

## Historia
Fue fundada por Abigail López Enrech en noviembre de 2017, actualmente ella es la dueña y directora de la tienda. Las redes sociales las controla su pareja Kike García, cofundador de El Mundo Today. El nombre de la tienda proviene del sketch "Llamas" del Monty Python Flying Circus, en el que John Cleese pronuncia unas frases en español explicando cómo son las llamas y qué se debe hacer al encontrarse con una. La tienda, que aloja también contenido docente, ha creado una escuela online de comedia y se ha convertido en una referencia de la nueva comedia española y, en concreto, de la escena barcelonesa del stand-up comedy. El icónico logotipo de La Llama Store es obra de la ilustradora Cristina Daura.

## Exposiciones de arte
La Llama cuenta con un pequeño espacio expositivo en el que exponen a artistas : Miguel Noguera, Álvaro Carmona, Carlota Juncosa y Jordi Casañas entre otros.

## Micro abierto de comedia
La Llama organiza un Open Mic de stand-up y comedia en su trastienda. El show, presentado por Tomás Fuentes, pretende dar un espacio a todos aquellos cómicos alternativos que no encajan en bares, clubs y teatros. La entrada es gratuita y se hace una vez al mes.